# Clip (empresa)
Payclip, S. de R.L. de C.V. es una empresa mexicana con su sede principal en la Ciudad de México, que opera un sistema de transacciones móviles que permite a sus usuarios procesar pagos con tarjetas de crédito, débito y vales de despensa. Fundada en 2012 por Adolfo Babatz, en mayo de 2013 permitió realizar la primera transacción con tarjeta mediante su sistema.
Desde ese momento, la compañía ha lanzado una variedad de lectores de tarjetas y otros servicios adicionales, como pagos a distancia, catálogos, préstamos y recargas de saldo. En 2021, se convirtió en la tercera empresa unicornio mexicana. En la actualidad, cuenta con sedes en la Ciudad de México, Guadalajara, Jalisco, Salt Lake City, Utah, Estados Unidos y Buenos Aires, Argentina, y con una nómina cercana a los mil empleados.

## Historia

### Inicios y década de 2010
Tras finalizar una maestría en la Escuela de Administración y Dirección de Empresas Sloan del Instituto Tecnológico de Massachusetts, el emprendedor mexicano Adolfo Babatz se convirtió en empleado de la compañía de comercio electrónico PayPal en 2008. Cuatro años después se fundó la compañía Blitz, cuyo nombre cambió más adelante a PayClip y finalmente a Clip.
El primer lector diseñado por la compañía, con capacidad de integrarse a un teléfono móvil y complementado con una aplicación, aceptaba únicamente tarjetas con banda magnética. En junio de 2018 presentó un nuevo producto llamado Clip Plus, un dispositivo de pagos con tecnología bluetooth y un teclado físico adicional para que el cliente pueda introducir su PIN.
En mayo de 2019, la empresa lanzó su tercer terminal llamado Clip Pro, el cual permite transacciones con treinta métodos de pago y no requiere la utilización de un teléfono móvil.

### Década de 2020 y actualidad
En marzo de 2020 la compañía presentó un nuevo terminal denominado Clip Total, con la posibilidad de imprimir tickets, la inclusión de un escáner de productos y un sensor de pago sin contacto. Debido al distanciamiento generado por la pandemia de Covid-19, en mayo de 2020 Clip desarrolló una nueva modalidad de pagos a distancia para realizar transacciones sin la necesidad de contar con un terminal punto de venta. Según Babatz, dicha plataforma fue creada con el fin de apoyar a las pequeñas y medianas empresas para que pudieran recibir pagos remotos durante la contingencia.
En junio de 2021, la compañía se convirtió en la tercera empresa unicornio de México, y a su vez en el primer unicornio mexicano en el rubro de los pagos digitales. Ese mismo año la empresa añadió a su catálogo un servicio de préstamos en línea denominado Presta Clip, mediante la modalidad de adelantos en efectivo que se descuentan al cliente a través de un porcentaje de sus ventas diarias.